# Джованни, Пол
Пол Джованни (англ. Paul Giovanni) (2 июня 1933—17 июня 1990) — американский драматург, актёр, режиссёр, певец и музыкант. Нью-йоркец Джованни стал известен благодаря написанному им музыкальному сопровождению к британскому фильму 1973 года «Плетеный человек». В саундтреке, релиз которого состоялся в 2002 году, были использованы кельтские мотивы, он исполнялся на традиционных инструментах специально созданной фолк-рок группой «Magnet». Тексты песен представляли собой комбинацию древних языческих песен и стихов Джованни.